# Shimano Manabu
Manabu Shimano (sinh ngày 5 tháng 9 năm 1978) là một cầu thủ bóng đá người Nhật Bản.

## Sự nghiệp câu lạc bộ
Manabu Shimano đã từng chơi cho Vissel Kobe.